# Жардін-Зооложіку (станція метро)
38°44′31″ пн. ш. 9°10′8″ зх. д. / 38.74194° пн. ш. 9.16889° зх. д.
Жард́ін-Зоол́ожіку (порт. Jardim Zoológico) — станція Лісабонського метрополітену. До 1995 року називалась «Сете-Ріуш» (порт. Sete Rios). Це одна з перших одинадцяти станцій метро у Лісабоні. Знаходиться у західній частині міста Лісабона в Португалії. Розташована на Синій лінії (або Чайки), між станціями «Ларанжейраш» та «Праса-де-Ешпанья». Станція берегового типу, мілкого закладення. Введена в експлуатацію 29 грудня 1959 року. Станція зазнала реконструкції у 1995 році (було продовжено посадочні платформи і збудовано перехід до залізничної станції «Сете-Ріуш»). З моменту свого відкриття і аж до 1988 року була кінцевою станцією Синьої лінії. Належить до першої зони Синьої лінії, вартість проїзду в межах якої становить 0,75 євро. Назва станції у дослівному перекладі з португальської мови означає «зоологічний сад» завдяки своєму розміщенню поблизу такого.

## Опис
За архітектурою станція є однією з найгарніших у Лісабонському метро. Архітектор — Falcão e Cunha, художні роботи виконала — Maria Keil (першопочатковий вигляд станції). При перебудові у 1995 році архітектор — Benoliel de Carvalho, художні роботи виконав — Júlio Resende, який за основу декорації використав образи тварин та рослин з зоологічного парку, що зобразив на облицювальній плитці у вестибюлі, на стінах та торцевій частині станції, а також у підземних переходах. Станція має два вестибюлі підземного типу (у західній та східній частинах), що мають дев'ять виходів на поверхню (у тому числі і до приміських поїздів Лінії Сінтри). На станції заставлено тактильне покриття. 

## Режим роботи[4]
Відправлення першого поїзду відбувається з кінцевих станцій лінії:
- ст. «Амадора-Еште» — 06:30
- ст. «Санта-Аполонія» — 06:30

Відправлення останнього поїзду відбувається з кінцевих станцій лінії:
- ст. «Амадора-Еште» — 01:00
- ст. «Санта-Аполонія» — 01:00

## Галерея зображень

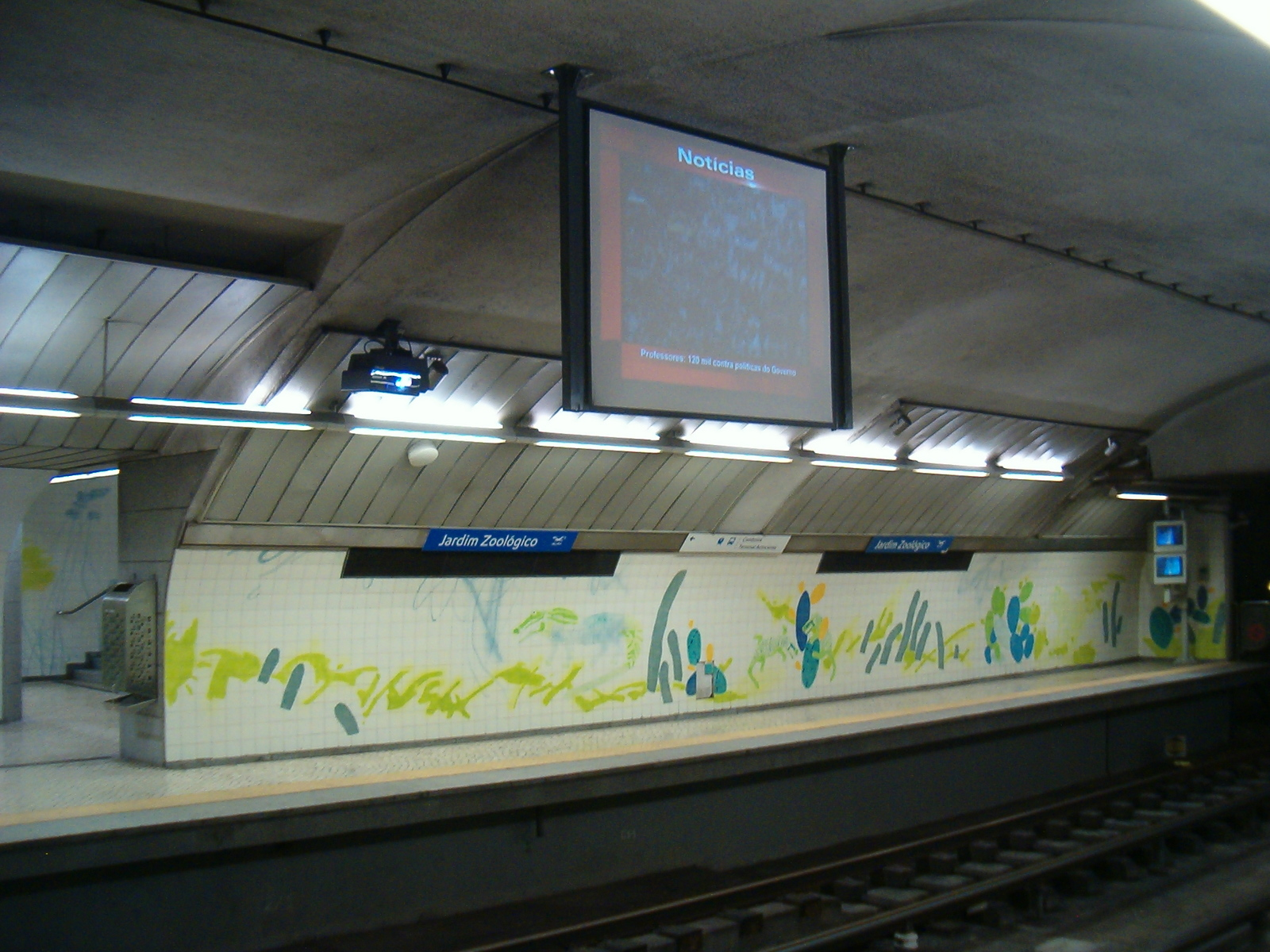
Посадкова платформа
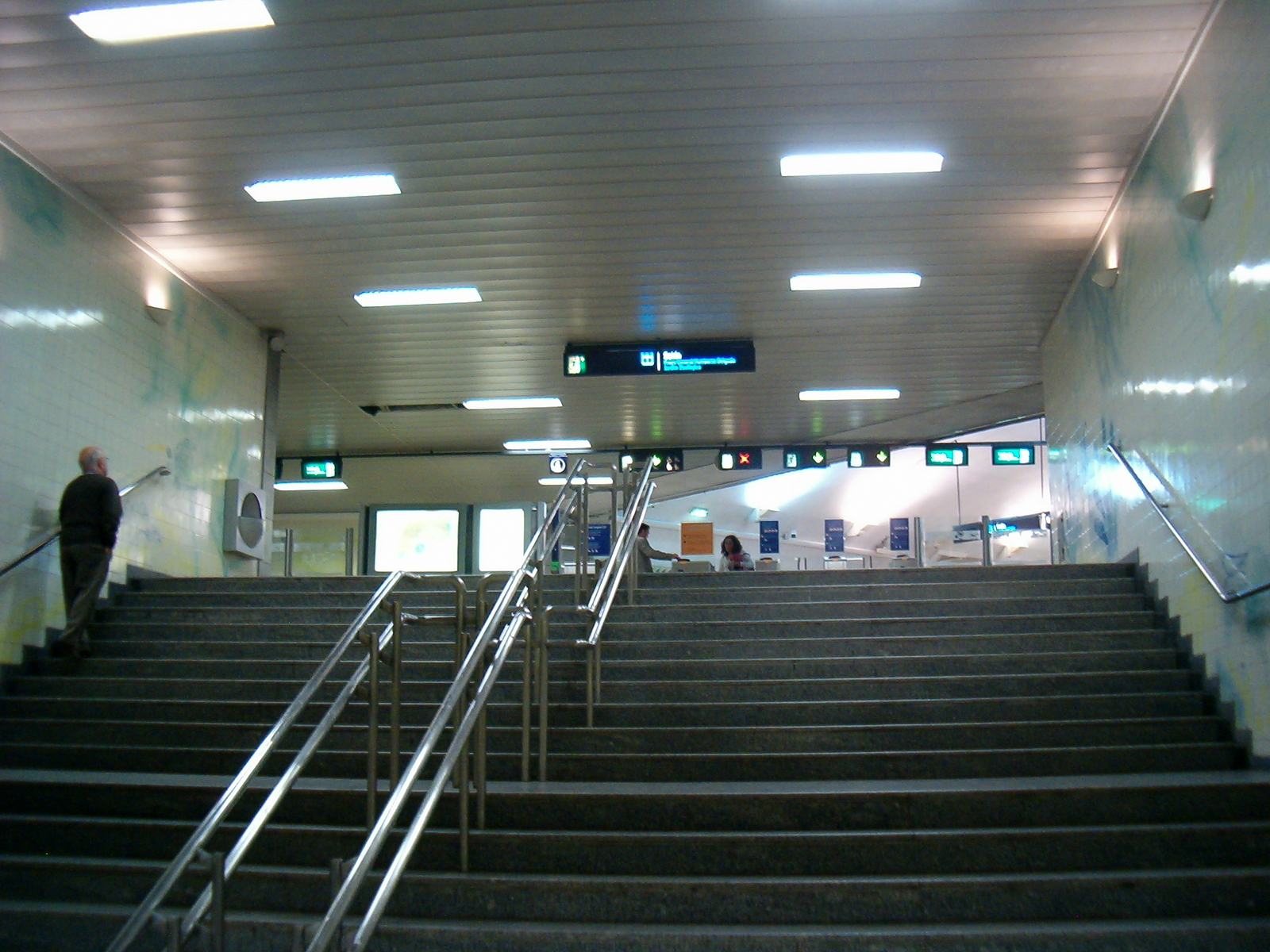
Спуск до посадкових платформ
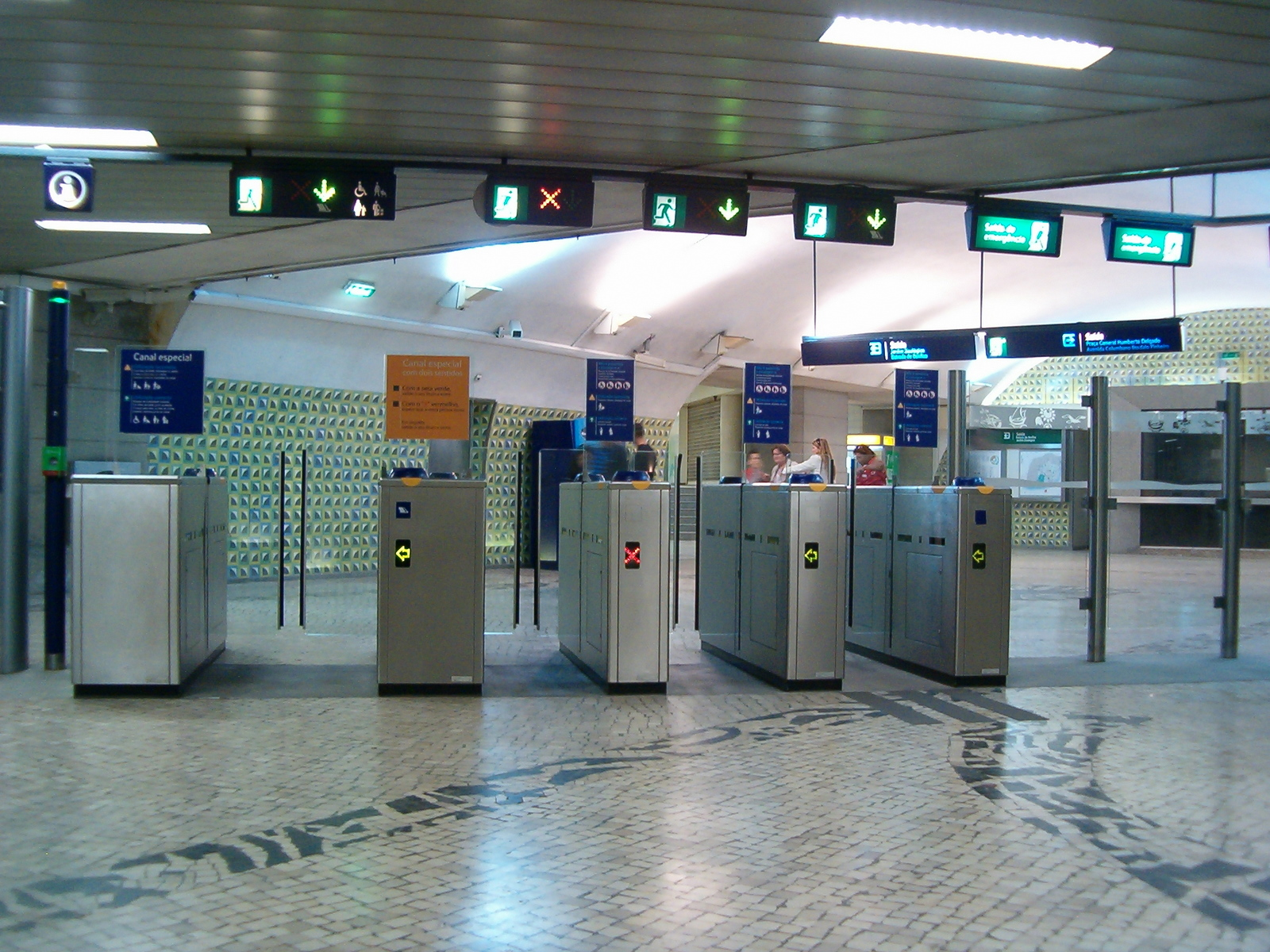
Пропускні турнікети на станції
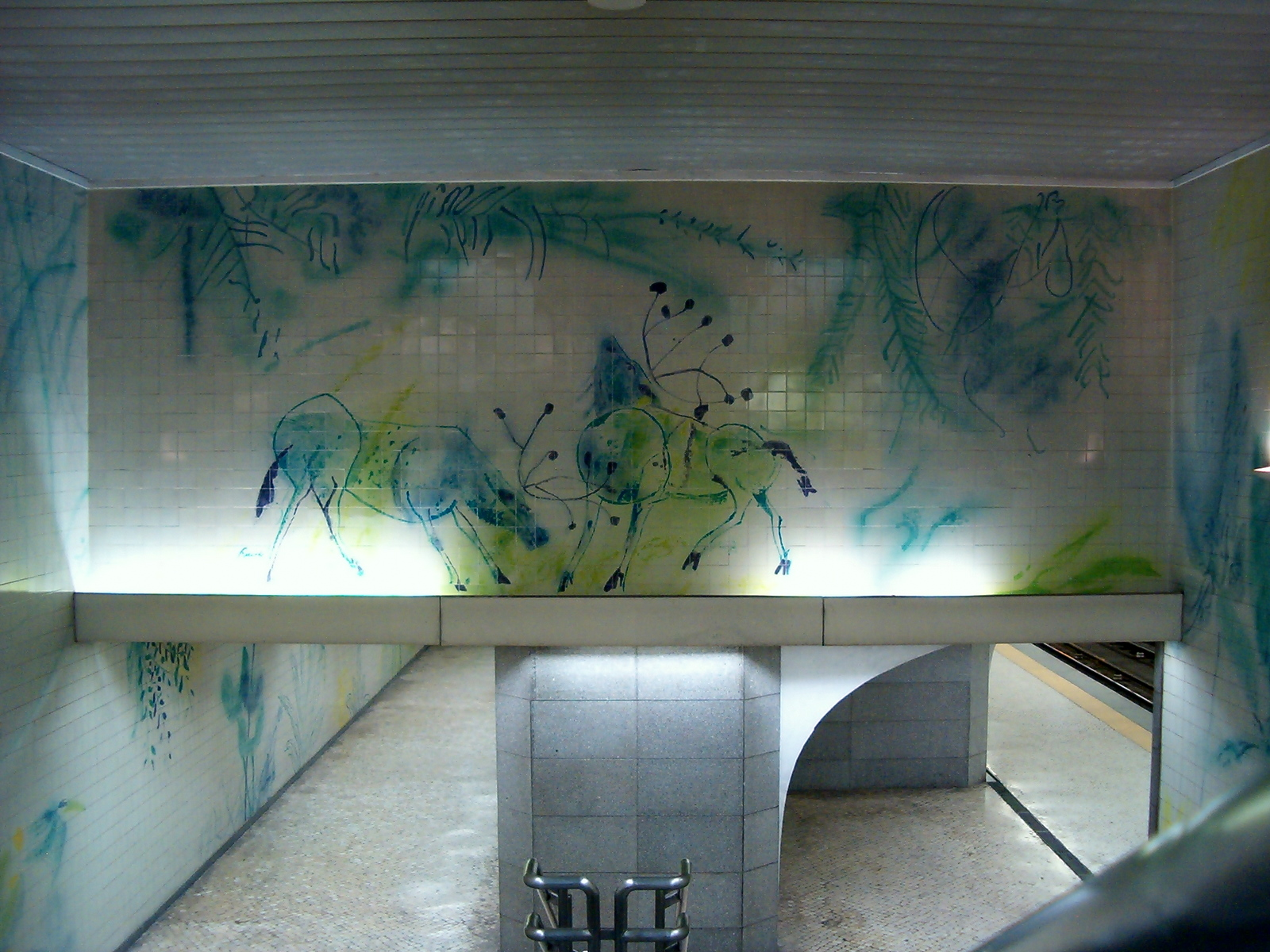
Декорація стін
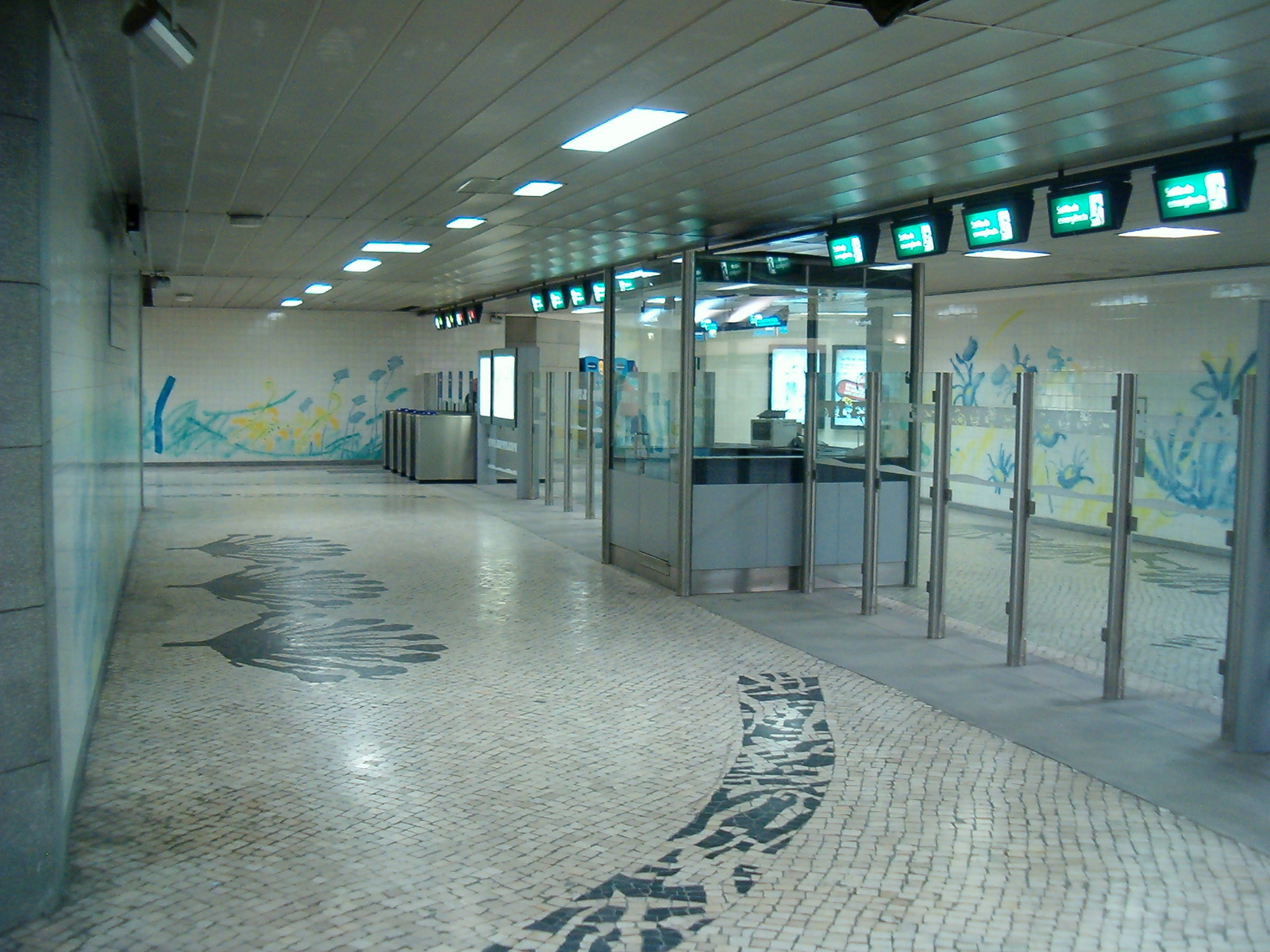
Західний вестибюль станції
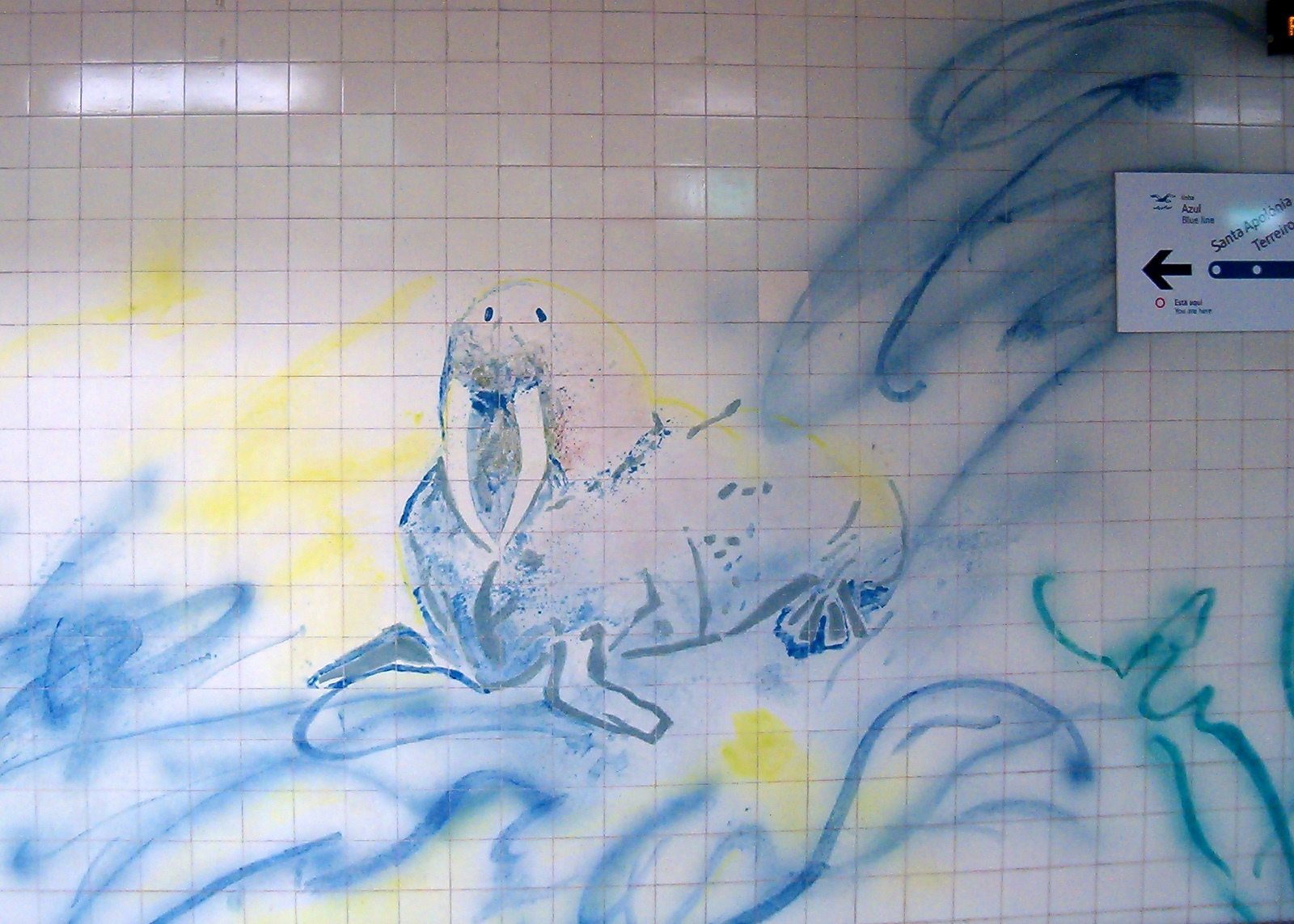
Декорація стін
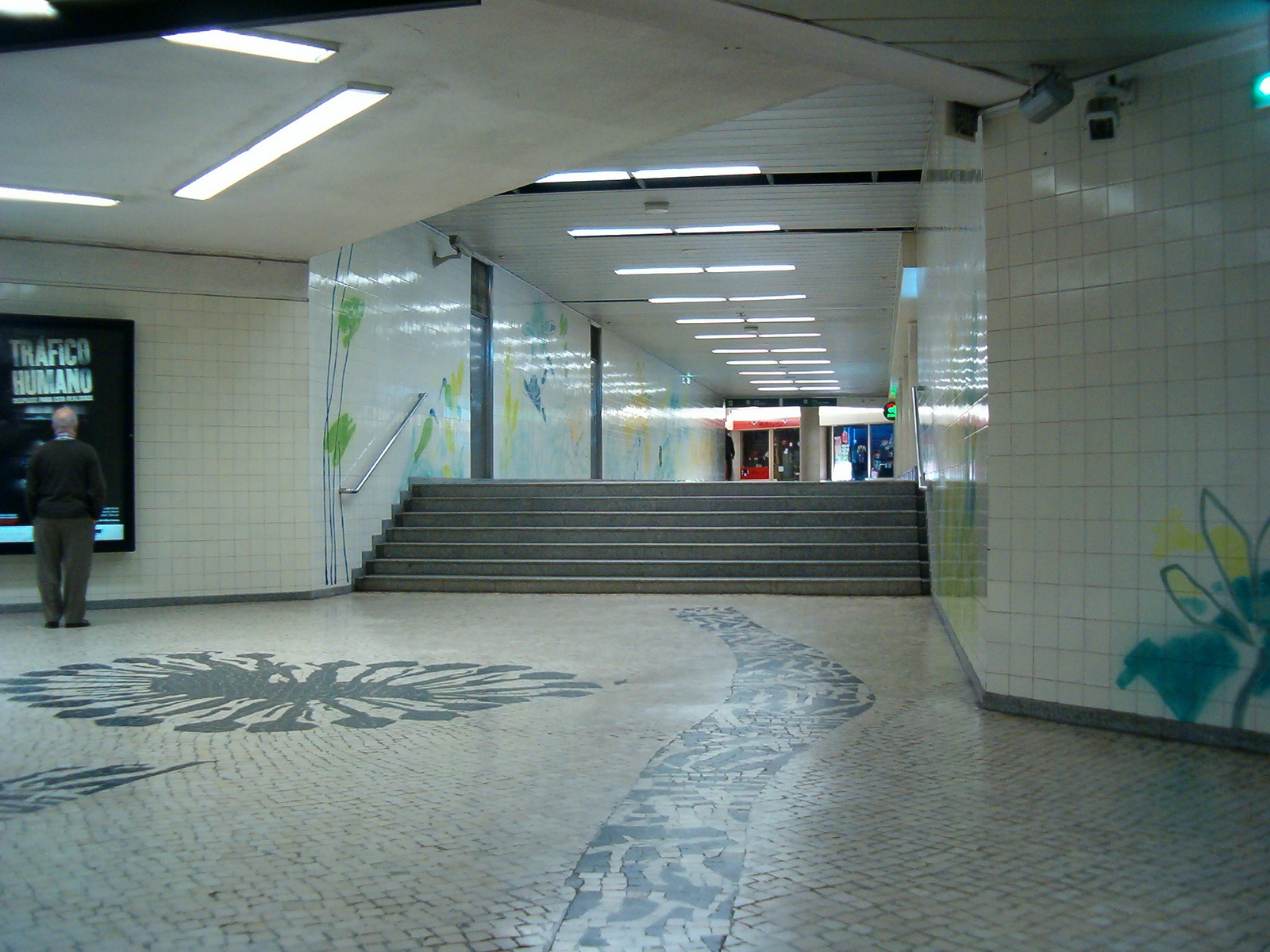
Підземний перехід
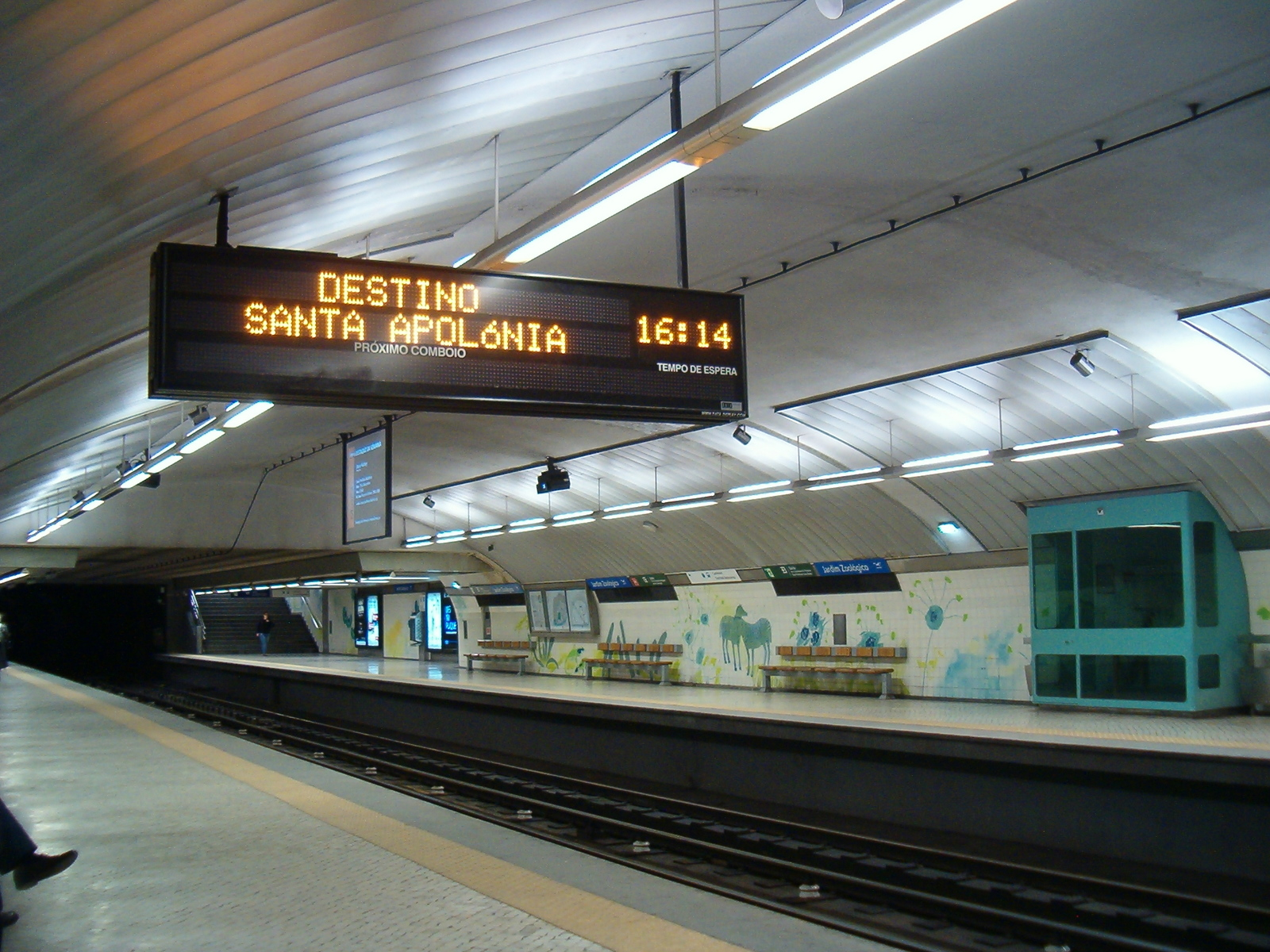
Посадкові платформи